# Schlechtwegstrecke
Eine Schlechtwegstrecke ist eine genormte Teststrecke für Automobile.

## Beschaffenheit
Sie ist mit genau definierten Unebenheiten (Schlaglöchern, Bodenwellen etc.) ausgestattet, um eine vergleichbare Messung zu erhalten. Das Befahren einer Schlecht-Weg-Strecke gehört zu den Standard-Tests, die jedes Kraftfahrzeug in der Entwicklung absolvieren muss. Ziel der Schlecht-Weg-Fahrten ist die frühzeitige Entdeckung von Schwachstellen einzelner Komponenten unter rauen Bedingungen. Die Tests werden entweder bemannt oder unbemannt (z. B. mit einem CCV-System) durchgeführt.